# 38. rozdanie nagród Złotych Malin
38. rozdanie nagród Złotych Malin – ceremonia przeprowadzona 3 marca 2018 roku mająca na celu „uhonorowanie” najgorszych filmów 2017 roku. Nagrody przyznane zostały na podstawie wyników głosowania członków Golden Raspberry Foundation. Ogłoszenie oficjalnej listy nominowanych odbyło się 22 stycznia.

## Kalendarium
| Data             | Etap                                                                |
| ---------------- | ------------------------------------------------------------------- |
| 29 grudnia 2017  | Rozesłanie formularzy ze wstępnymi nominacjami do członków kapituły |
| 15 stycznia 2018 | Zakończenie nominacji                                               |
| 22 stycznia 2018 | Ogłoszenie nominowanych                                             |
| 9 lutego 2018    | Rozesłanie właściwych formularzy do członków kapituły               |
| 25 lutego 2018   | Zakończenie właściwego głosowania                                   |
| 3 marca 2018     | 38. rozdanie nagród Złotych Malin i ogłoszenie zwycięzców           |

## Wygrani i nominowani

### Najgorszy film
- Emotki. Film
  - Baywatch. Słoneczny patrol
  - Ciemniejsza strona Greya
  - Mumia
  - Transformers: Ostatni rycerz

### Najgorszy aktor
- Tom Cruise – Mumia
  - Johnny Depp – Piraci z Karaibów: Zemsta Salazara
  - Jamie Dornan – Ciemniejsza strona Greya
  - Zac Efron – Baywatch. Słoneczny patrol
  - Mark Wahlberg – Co wiecie o swoich dziadkach? i Transformers: Ostatni rycerz

### Najgorsza aktorka
- Tyler Perry – Bu2! Madea i Halloween
  - Katherine Heigl – Unforgettable
  - Dakota Johnson – Ciemniejsza strona Greya
  - Jennifer Lawrence – Mother!
  - Emma Watson – The Circle. Krąg

### Najgorszy aktor drugoplanowy
- Mel Gibson – Co wiecie o swoich dziadkach?
  - Javier Bardem – Mother! i Piraci z Karaibów: Zemsta Salazara
  - Russell Crowe – Mumia
  - Josh Duhamel – Transformers: Ostatni rycerz
  - Anthony Hopkins – Zderzenie i Transformers: Ostatni rycerz

### Najgorsza aktorka drugoplanowa
- Kim Basinger – Ciemniejsza strona Greya
  - Sofia Boutella – Mumia
  - Laura Haddock – Transformers: Ostatni rycerz
  - Goldie Hawn – Babskie wakacje
  - Susan Sarandon – Złe mamuśki  2: Jak przetrwać święta

### Najgorszy reżyser
- Tony Leondis – Emotki. Film
  - Darren Aronofsky – Mother!
  - Michael Bay – Transformers: Ostatni rycerz
  - James Foley – Ciemniejsza strona Greya
  - Alex Kurtzman – Mumia

### Najgorszy scenariusz
- Emotki. Film – Tony Leondis, Eric Siegel i Mike White
  - Baywatch. Słoneczny patrol – Damian Shannon, Mark Swift, Jay Scherick, David Ronn, Thomas Lennon i Robert Ben Garant; na podstawie serialu Słoneczny patrol autorstwa Michaela Berka, Douglasa Schwartza i Gregory’ego J. Bonanna
  - Ciemniejsza strona Greya –  Niall Leonard; na podstawie powieści E.L. James
  - Mumia – David Koepp, Christopher McQuarrie, Dylan Kussman, Jon Spaihts, Alex Kurtzman i Jenny Lumet; na podstawie serii Mumia
  - Transformers: Ostatni rycerz – Art Marcum, Matt Holloway, Ken Nolan i Akiva Goldsman; na podstawie marki zabawek „Transformers” firmy Hasbro

### Najgorsza ekranowa ekipa
- Dowolne dwie obrzydliwe emotikony – Emotki. Film
  - Dowolne połączenie dwojga bohaterów, dwóch sekszabawek albo dwóch pozycji seksualnych – Ciemniejsza strona Greya
  - Dowolne połączenie dwojga ludzi, dwóch robotów albo dwóch wybuchów – Transformers: Ostatni rycerz
  - Johnny Depp i jego nieśmieszna już rola pijaka – Piraci z Karaibów: Zemsta Salazara
  - Tyler Perry i: albo jego znoszona spódnica, albo stara peruka – Bu2! Madea i Halloween

### Najgorszy prequel, sequel, remake lub plagiat
- Ciemniejsza strona Greya
  - Baywatch. Słoneczny patrol
  - Bu2! Madea i Halloween
  - Mumia
  - Transformers: Ostatni rycerz